# جيرالد جاي غولدبرغ
جيرالد جاي غولدبرغ (بالإنجليزية: Gerald Jay Goldberg)‏ (30 ديسمبر 1929)؛ ، صحفي وروائي أمريكي.

## روابط خارجية
- جيرالد جاي غولدبرغ على موقع IMDb (الإنجليزية)
- جيرالد جاي غولدبرغ على موقع قاعدة بيانات الفيلم (الإنجليزية)